# Myrmeleon (Myrmeleon) iridescens
Myrmeleon (Myrmeleon) iridescens is een insect uit de familie van de mierenleeuwen (Myrmeleontidae), die tot de orde netvleugeligen (Neuroptera) behoort. 
Myrmeleon (Myrmeleon) iridescens is voor het eerst wetenschappelijk beschreven door Kirby in Andrews in 1900.